# San Giovanni di Fassa
San Giovanni di Fassa (ladinisch Sèn Jan) ist eine italienische Gemeinde mit 3632 Einwohnern (Stand 31. Dezember 2023) in der  Provinz Trient (Region Trentino-Südtirol). Sie ist Sitz der Talgemeinschaft Comun General de Fascia.

## Geografie
Die Gemeinde San Giovanni di Fassa ist eine Streugemeinde im mittleren Fassatal. Der Gemeindesitz in Pozza di Fassa liegt etwa 58 Kilometer nordnordöstlich von Trient. Das Gemeindegebiet ist im Westen von der Rosengartengruppe und im Osten von der Marmolatagruppe eingegrenzt. Durch das Gemeindegebiet fließt der Avisio.

## Geschichte
Die Gemeinde entstand am 1. Januar 2018 mit dem Namen Sèn Jan di Fassa aus dem Zusammenschluss der bis dahin eigenständigen Gemeinden Pozza di Fassa und Vigo di Fassa. Im November 2018 erklärte das italienische Verfassungsgericht den gemischt ladinisch- und italienischsprachigen Gemeindenamen als rechtswidrig, da er den im Autonomiestatut der Region festgelegten Gesetzen einer sprachlich getrennten Toponomastik widerspreche.

## Verwaltungsgliederung
Neben dem Gemeindesitz Pozza di Fassa gehören zur Gemeinde noch die Fraktionen: Costa, Karerpass, Larzonei, Monzon, Pera, Ronch, San Giovanni, Tamion, Vallonga und Vigo. Der Sitz der Talgemeinschaft befindet sich in der Fraktion Vigo di Fassa.

## Gemeindepartnerschaft
Mit Gründung der Gemeinde ging die seit 1997 bestehende Gemeindepartnerschaft Vigos mit der deutschen Stadt Remseck am Neckar auf San Giovanni über.

## Verkehr
Durch das Gemeindegebiet führt die vom Eggental kommende SS 241, die in diesem Bereich mit der historischen Große Dolomitenstraße übereinstimmt und bei San Giovanni in die von Auer kommende SS 48 mündet.